# 양혜규
양혜규(梁慧圭, 1971년 12월 12일 ~ )는 대한민국 출생의 시각 예술가이다. 베를린과 서울을 기반으로 작업하고 있다.

## 생애
1971년 서울에서 태어나 베를린과 서울을 오가며 작업하고 있다. 다양한 작품과 왕성한 전시로 동시대 작가들 중 단연 돋보이는 행보를 보여온 그는 서울대학교 조소과를 졸업하고 1994년 독일로 이주하여 프랑크푸르트 국립미술학교 슈테델슐레에서 마이스터슐러 학위를 취득하였다. 2017년 자신의 모교인 슈테델슐레의 순수미술 학부 정교수로 임명되어 재직 중이다.
2018년 쾰른 루트비히 미술관에서 회고전인 《도착 예정 시간(ETA) 1994 – 2018》을 개최하였으며, 개막일인 4월 17일에 볼프강 한 미술상(Wolfgang Hahn Prize)을 수상하였다. 같은 해 10월 문화체육관광부가 수여하는 대한민국문화예술상(대통령 표창) 미술 부문 수상자로 선정되었으며, 2022년 싱가포르 비엔날레가 주최하는 제13회 베네세 상을 수상했다. 작가는 특정한 역사적 인물이나 구체적인 일상의 환경 등을 설치, 조각, 영상, 사진 등 다양한 매체를 아우르는 정교하면서도 추상적인 조형 언어로 번역해낸다. 그의 작업은 변형된 것들, 일상에 잠재되어 있는 이질성의 의미망을 발굴해낸다. 이미 존재하는 문화사회적 체계를 교란시킴으로써 미술의 비전형적인 해석을 도모하고, 인간 삶의 조건과 정치성의 문제에 주목한다.

## 평가
양혜규의 작품은 개인적이고 주관적인 경험과 관찰에서 시작되어, 일상적인 잡동사니를 오브제로 삼아 빛, 열기, 바람, 향기, 소리 등을 투과시킨다. 다만 그의 작품이 주관적 경험이나 관찰에서 출발하였더라도 양혜규는 그것을 설명하거나 설득하지 않고, 관객의 감각과 사고를 일깨운다.

## 전시
전세계 유수의 미술관에서 개인전을 개최했으며 주요 전시 기관으로는 벨기에 겐트 현대미술관 S.M.A.K.(2023), 브라질 상파울루 피나코테카 미술관(2023), 코펜하겐 국립미술관(2022), 국립현대미술관(2020), 영국 테이트 세인트아이브스(2020), 뉴욕 현대미술관(2019), 마이애미 비치 더 바스(2019), 쾰른 루트비히 미술관(2018), 파리 퐁피두 센터(2016), 베이징 울렌스 현대미술센터(2015) 등이 있다. 2009년 베니스 비엔날레 한국관에서 단독으로 전시한 양혜규는 오카야마 아트 서밋과 싱가포르 비엔날레 (2022), 시드니 비엔날레와 리버풀 비엔날레(2018), 제12회 샤르자 비엔날레(2015), 타이베이 비엔날레(2014), 제13회 카셀 도쿠멘타(2012), 광주비엔날레(2010)와 같은 대형 국제전에도 지속적으로 참여해 왔다. 현재 그의 작업은 뉴욕 현대미술관, 구겐하임미술관, 워커아트센터, 런던 테이트 모던, 파리 퐁피두센터, 리움미술관 등의 국내외 주요 미술관에 소장되어 있다.

#### 개인전

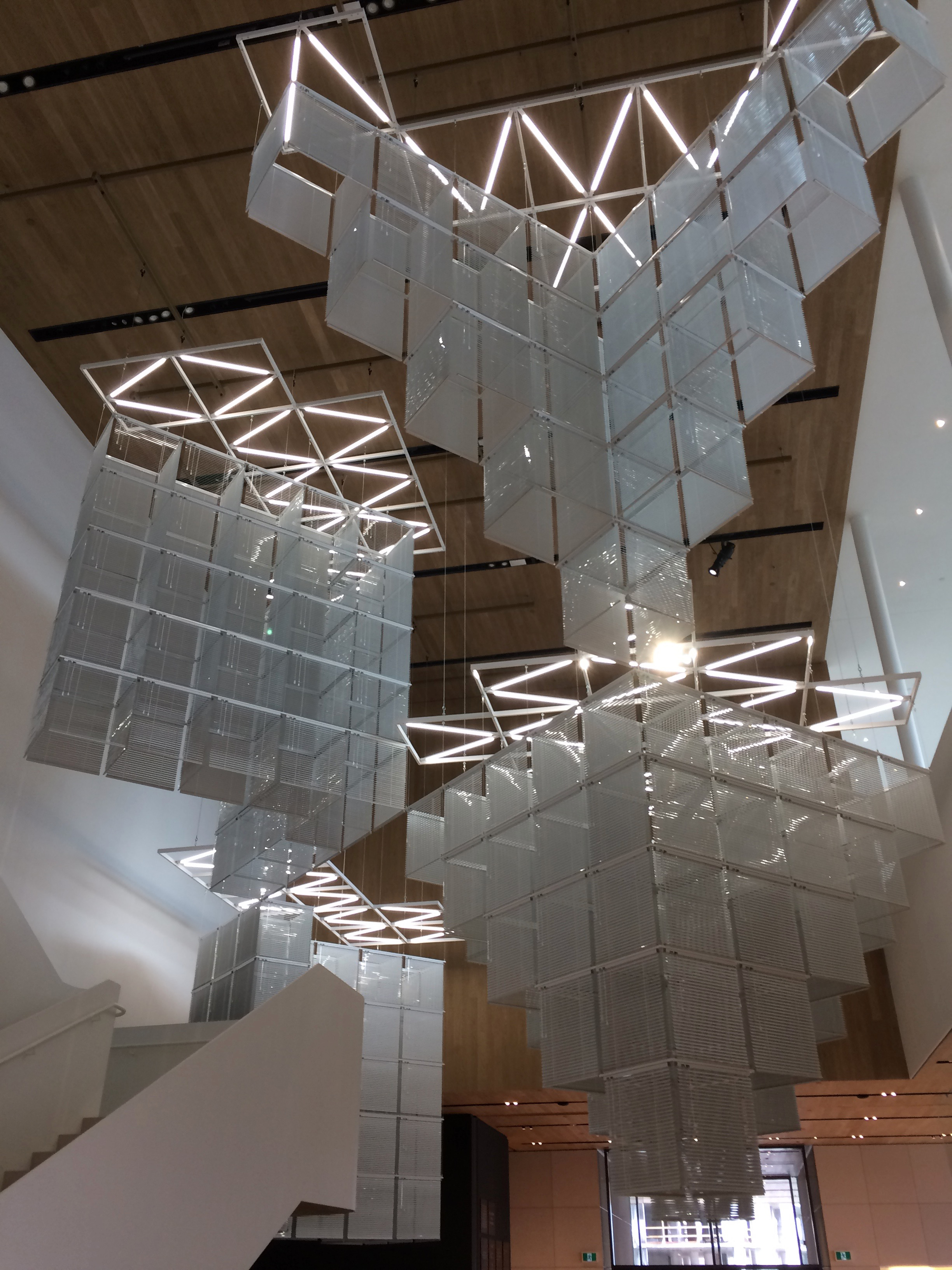
2017년 작품 "솔 르윗 뒤집기"

- 2023년 《양혜규: 지속 재연(Haegue Yang: Continuous Reenactments)》, 헬싱키 미술관, 헬싱키, 핀란드
- 2023년 《위대한 망각(The Great Forgetfulness)》, 국립조각공장, 코크, 아일랜드
- 2023년 《동면한옥》, 국제갤러리, 서울, 한국
- 2023년 《부터-까지로부터의 변화로부터(Changing From From To From)》 호주 국립 미술관, 캔버라, 호주
- 2023년 《양혜규: 몇몇 재연(Several Reenactments)》, 현대미술관 S.M.A.K., 겐트, 벨기에
- 2023년 《의사擬似-구어체(Quasi-Colloquial)》, 피나코테카 미술관, 상파울루, 브라질
- 2022년 《VIP 학생회》, 샹탈 크루젤 갤러리, 파리, 프랑스
- 2022년 《양혜규: 황홀망恍惚網 – Paper Leap and Resonating Habitat》, 샹탈 크루젤 갤러리, 파리, 프랑스
- 2022년 《양혜규: 의사擬似-합법(Haegue Yang: Quasi-Legit)》, 시카고 대학교 스마트 뮤지엄, 시카고, 미국
- 2022년 《양혜규: 황홀망恍惚網(Haegue Yang: Mesmerizing Mesh)》, 국제갤러리, 서울, 한국
- 2022년 《양혜규: 의사擬似-합법(Haegue Yang: Quasi-Legit)》, 국제갤러리, 부산, 한국
- 2022년 《양혜규: 황홀망恍惚網 – Paper Leap and Sonic Guard》, 바바라 빈 갤러리, 베를린, 독일
- 2022년 《양혜규: 이중 영혼(Haegue Yang: Double Soul)》, 덴마크 국립 미술관, 코펜하겐, 덴마크
- 2020년 《양혜규: 우려의 원추(Haegue Yang: The Cone of Concern)》, 현대미술디자인박물관(MCAD), 마닐라, 필리핀
- 2020년 《양혜규: 이상한 끌개(Haegue Yang: Strange Attractors)》, 테이트 세인트 아이브스, 세인트 아이브스, 영국
- 2020년 《양혜규: 창발創發(Haegue Yang: Emergence)》, 온타리오 미술관, 토론토, 캐나다
- 2020년 《MMCA 현대차 시리즈 2020: 양혜규–O₂&H₂O》 국립현대미술관[4], 서울, 한국
- 2020년 《Ground/work》, 클라크 아트 인스티튜트(The Clark Art Institute), 윌리엄스타운, 미국
- 2020년 《Haegue Yang, Dress Vehicles/Eclectic Totemic》, 쿠리만주토(kurimanzutto), 멕시코시티, 멕시코
- 2019년 《양혜규: 불확실성의 원뿔(Haegue Yang: In the Cone of Uncertainty)》, 배스미술관, 마이애미, 미국
- 2019년 《드론 연설을 위한 포럼 – 싱가포르 시뮬레이션》, 싱가포르 내셔널 갤러리, 싱가포르
- 2019년 《양혜규: 손잡이(Haegue Yang: Handles)》, 뉴욕현대미술관, 뉴욕, 미국
- 2019년 《Intermediate Fiction-Haegue Yang》, Winsing Art Place, 타이페이, 대만
- 2019년 《양혜규: 서기 2000년이 오면》, 국제갤러리, 서울, 한국
- 2019년 《양혜규: 움직임을 추적하며(Tracing Movement)》, 사우스 런던 갤러리, 런던, 영국
- 2018년 《시공 횡단》, 프랑스 몽펠리에 라 파나세 현대예술센터(LA PANACÉE – MoCo), 몽펠리에, 프랑스
- 2018년 《양혜규: 외줄타기와 그것의 말 없는 그림자》, 밀라노 트리엔날레(La Triennale di Milano), 훌라 재단(Fundazione Furla), 볼로냐, 이탈리아
- 2018년 《Haegue Yang: Triple Vita Nestings》, 현대미술센터(Institute of Modern Art), 브리즈번, 호주; Govett-Brewster Art Gallery, 뉴플리머스, 뉴질랜드
- 2018년 《도착 예정 시간 1994 – 2018》, 루드비히 미술관, 쾰른, 독일
- 2018년 《양혜규: VIP 학생회 – 2부(Haegue Yang: VIP's Union – Phase II)》, 쿤스트하우스(Kunsthaus Graz), 그라츠, 오스트리아
- 2017년 《Quasi-ESP》, 샹탈 크루젤 갤러리(Galerie Chantal Crousel), 파리, 프랑스
- 2017년 《양혜규: 침묵의 저장고 – 클릭된 속심(Haegue Yang: Silo of Silence – Clicked Core)》, 킨들 현대미술센터(KINDL – Centre for Contemporary Art), 베를린, 독일
- 2017년 《양혜규: VIP 학생회 – 1부(Haegue Yang: VIP's Union – Phase I)》, 쿤스트하우스(Kunsthaus Graz), 그라츠, 오스트리아
- 2017년 《양혜규: 솔 르윗 뒤집기 - 184배로 확장한 하나와 66배로 확대로 확장 · 복제하여 맞세운 둘, 다섯 개의 모듈에 입각한 입방체 구조물 #81-E》, 메종 에르메스 도산파크, 서울, 한국
- 2017년 《장식과 추상(Ornament and Abstraction)》, 쿠리만주토(kurimanzutto), 멕시코시티, 멕시코
- 2017년 《양혜규(Haegue Yang)》, 메자테라11 – 평면 갤러리(mezzaterra11 - flat gallery), 벨루노, 이탈리아
- 2016년 《의사擬似-이교적 환절기(Quasi-Pagan Seasonal Shift)》, 아이슈티(Aïshti by the Sea), 안텔리아스, 레바논
- 2016년 《의사擬似-이교적 모던(Quasi-Pagan Modern)》, 갤러리 라파예트 오스망 (Galeries Lafayette Hausmann), 파리, 프랑스
- 2016년 《좀처럼 가시지 않는 누스(Lingering Nous)》, 퐁피두센터(Centre Pompidou), 파리, 프랑스
- 2016년 《불투명 바람이 부는 육각 공원(An Opaque Wind Park in Six Folds)》, 세할베스 현대미술관(Serralves Museum of Contemporary Art), 포르토, 포르투갈
- 2016년 《의사擬似-이교적 연쇄(Quasi-Pagan Serial)》, 함부르크 쿤스트할레(Hamburger Kunsthalle), 함부르크, 독일
- 2016년 《의사擬似-이교적 미니멀(Quasi-Pagan Minimal)》, 그린 나프탈리(Greene Naftali), 뉴욕, 미국
- 2015년 《양혜규: 우기청호雨奇晴好(Haegue Yang: Come Shower or Shine, It Is Equally Blissful)》, 울렌스 현대미술센터(Ullens Center for Contemporary Art), 베이징, 중국
- 2015년 《한시적 영속(Temporary Permanent)》, 빈 루카치 갤러리(Galerie Wien Lukatsch), 베를린, 독일
- 2015년 《샘플북(Sample Book)》, 데팡당스(dépendence), 브뤼셀, 벨기에
- 2015년 《코끼리를 쏘다 象 코끼리를 생각하다》, 리움 미술관[5], 서울, 한국
- 2014년 《여럿의 폴리: 가브리엘 레스터, 양혜규(Follies, mehrfach: Gabriel Lester – Haegue Yang)》, 본 쿤스트페어라인, 본, 독일
- 2013년 《분산의 시대착오적인 층위들(Anachronistic Layers of Dispersion)》, 헨리 아트 갤러리(Henry Art Gallery), 시애틀, 미국
- 2013년 《소박함에 인쇄된 정직함(Honesty Printed on Modesty)》, 싱가포르 타일러 판화 연구소(Singapore Tyler Print Institute), 싱가포르
- 2013년 《의성어적 율동의 기록(Journal of Echomimetic Motions)》, 베르겐 쿤스트할(Bergen Kunsthall), 베르겐, 노르웨이
- 2013년 《부바키키의 기록(Journal of Bouba/kiki)》, 글래스고 조각 스튜디오(Glasgow Sculpture Studios), 글래스고, 스코틀랜드
- 2013년 《물결치는 토템과 빛나는 춤(Corrugated Totems with Glitter Dance)》, 쇼윈도 예술 – 스트라스부르 미술관(Vitrines sur l’Art - Museums of Strasbourg), 라파예트 갤러리(Galeries Lafayette), 스트라스부르, 프랑스
- 2013년 《동음이의어들의 가계(Family of Equivocations)》, 오베트 1928, 스트라스부르 근현대미술관 (Aubette 1928 and Museum of Modern and Contemporary Art), 스트라스부르, 프랑스
- 2013년 《타원과 원(Ovals and Circles)》, 샹탈 크루젤 갤러리(Galerie Chantal Crousel), 파리, 프랑스
- 2013년 《벽화 프로젝트: 양혜규(Art Wall: Haegue Yang)》, 현대미술 협회(The Institute of Contemporary Art), 보스톤, 미국
- 2012년 《서사적 분산分散을 수용하며 – 비非카타르시스 산재散在의 용적에 관하여》, 제 1회 연례 아트 커미션 «공공公共으로», 하우스 데어 쿤스트 뮌헨(Haus der Kunst München), 뮌헨, 독일
- 2012년 《좀 열린》, 갤러리 샹탈 크루젤 라 두안(La Douane, Galerie Chantal Crousel), 파리, 프랑스
- 2012년 《탱크 – 아트 인 액션(The Tank; Art in Action)》, 테이트 모던, 런던, 영국
- 2012년 《양혜규-두루마리 코지》, 마셀 뒤샹 미술관(Kunsthalle Marcel Duchamp), 컬리(Cully), 스위스
- 2012년 《종교실(Multi Faith Room)》, 그린 나프탈리(Greene Naftali), 뉴욕, 미국
- 2011년 《도망치는 사물과 말(Escaping Things and Words)》, 양혜규, 리바네 노이엔슈반더(Rivane Neuenschwander) 2인전, 링엔 쿤스트할레(Kunsthalle Lingen), 링엔, 독일
- 2011년 《축지법(The Art and Technique of Folding the Land)》, 아스펜미술관(Aspen Art Museum), 아스펜, 미국
- 2011년 《방파제(The Sea Wall)》, 펠릭스 곤잘레스 토레스 2인전, 아놀피니(Arnolfini), 브리스톨, 영국
- 2011년 《무용 선생(Teacher of Dance)》, 옥스포드 미술관(MAO), 옥스포드, 영국
- 2011년 《복수도착(Arrivals)》, 브레겐츠 미술관(Kunsthaus Bregenz), 브레겐츠, 오스트리아
- 2010년 《목소리와 바람(Voice and Wind)》, 뉴뮤지엄, 뉴욕, 미국
- 2010년 《셋을 위한 목소리(Voice Over Three)》, 아트선재센터, 서울, 한국
- 2010년 《봉합(Closures)》, 바바라 빈 빌마 루카치 갤러리, 베를린, 독일
- 2009년 《응결(Condensation)》, 제 53회 베니스 비엔날레 한국관, 베니스, 이탈리아
- 2009년 《내부자의 온전성(Integrity of the Insider)》, 워커 아트 센터, 미니아폴리스, 미국
- 2008년 《비대칭적 평등(Asymmetric Equality)》, 레드캣 아트센터, 로스엔젤레스, 미국
- 2008년 《쌍둥이와 남매(Siblings and Twins)》, 포르티쿠스 미술관, 프랑크푸르트, 독일
- 2008년 《대칭적 불평등(Symmetric Inequality)》, 살라 레칼데 아트센터, 빌바오, 스페인
- 2008년 《치명적인 사랑(Lethal Love)》, 큐빗 갤러리, 런던, 영국
- 2007년 《동떨어진 방(Remote Room)》, 바바라 빈 갤러리(Galerie Barbara Wien), 베를린, 독일
- 2007년 《발루아즈 미술상 수상작가전(Baloîse Prize)》, 함부르크 미술관(Kunsthalle Hamburg), 독일
- 2007년 《숲속의 여시(Foxed in the Forest)》, 데팡당스 갤러리(dépendance), 브뤼셀, 벨기에
- 2007년 《창고 피스 풀기(Unpacking Storage Piece)》, 하우브록 쇼룸(Sammlung Haubrok), 베를린, 독일
- 2007년 《스테이트먼트(Statement)》, 아트 바젤(Art Basel), 바젤, 스위스
- 2006년 《불균등하게(Unevenly)》, 현대 미술 센터(BAK), 유트레히트, 네델란드
- 2006년 《사동 30번지》, 인천(인천광역시 중구 사동의 30-53번지 (비어있는 민가))[6], 한국
- 2005년 《크레머 미술상(Cremer Prize)》, 베스트팔렌주 주립 미술관, 뮌스터, 독일
- 2004년 《매표소, 샵, 영화관 기타 등등(Kasse, Shop, Kino und Weiteres)》, 헷센주주립미술관, 다름슈타트, 독일
- 2004년 《펼치기(Unfolding)》, 데팡당스 갤러리(dépendance), 브뤼셀, 벨기에
- 2004년 《창고 피스(Storage Piece)》, 로렌스 오헤나 갤러리(Gallery Lawrence O’Hana), 런던, 영국
- 2004년 《펼쳐지는 공간(Unfolding Places)》, 바바라 빈 갤러리(Galerie Barbara Wien), 베를린, 독일
- 2003년 《일반화하기에 너무나 비현실적인(Unrealistic to generalise)》, 퓌블릭, 파리, 프랑스
- 2002년 《공기와 물(Air and Water)》, 드레스덴 은행(Dresdner Bank), 프랑크푸르트, 독일
- 2001년 《별색(Sonderfarben)》, 다름슈타트 시민 미술관, 다름슈타트, 독일
- 2001년 《리차드 마이어 애비뉴(Richard-Meier-Avenue)》, 지멘스 아트 프로그램(Siemens Art Program), 뮌헨, 독일
- 2001년 《브이아이피 학생회(AStA VIPs)》, VIP 라운지 디자인, 아트 포룸(Art Forum), 베를린, 독일
- 2000년 《라카 페인팅 2000(Lacquer Paintings 2000)》, 바바라 빈 갤러리(Galerie Barbara Wien), 베를린, 독일
- 2000년 《긍정과 부정(Approval and Negation)》, 콜스터 갤러리(Galerie Kolster), 프랑크푸르트, 독일
- 2000년 《푸른 잔디-색깔있는 언어(Blue Meadow – Colorful Language)》, 큔스틀러하우스 무송투름, 프랑크푸르트, 독일
- 1999년 《함부르거폰스티브(Hamburgefonstiv)》, 포룸 1822 프랑크푸르트 슈파카세 은행(1822 Forum der Frankfurter Sparkasse), 프랑크푸르트, 독일
- 1995년 《라움(rraum)》, 프랑크푸르트, 독일

#### 단체전
- 2012년 Multi Faith Room (Greene Naftali Gallery, New York )[7]

## 저술
- 2009년《사동 30번지》
- 2009년《절대적인 것에 대한 열망이 생성하는 멜랑콜리》
- 2010년《베니스 비엔날레 전시도록 Condensation 》
- 2010년《셋을 위한 목소리》